# اچ‌دی ۱۱۵۳۱۰
اچ‌دی ۱۱۵۳۱۰ یک ستاره است که در صورت فلکی قنطورس قرار دارد.